# فحص اليدين
فحص اليدين (بالإنجليزية: Hand Examination)‏ هو أحد الإجراءات العامة التي يقوم بها الطبيب أثناء الفحص العام للمريض (general examination).

## تسلسلفحصاليدين

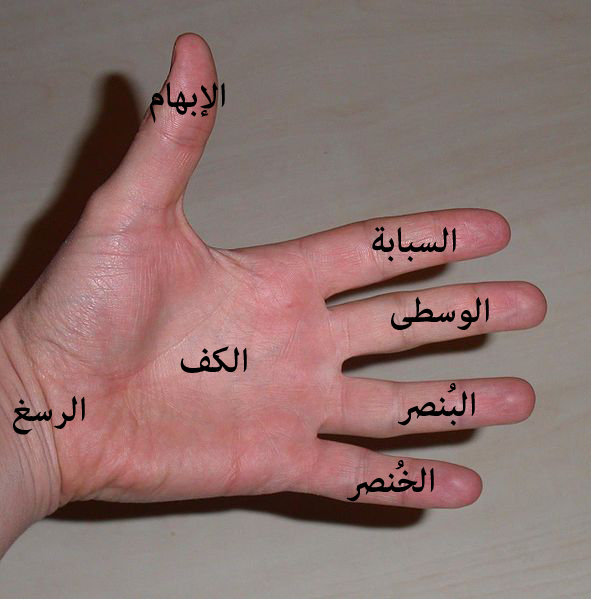
اليد اليسرى للإنسان في حالة انبساط موضح عليها أسماء الأصابع الخمسة والكف (راحة اليد) والرسغ (المِعصم)

- فحص الوجه الظهري ثم الراحي لكلتا اليدين .
- ملاحظة وجود التبدلات في :

الجلد - الأظافر - النسيج الرخو ( دلائل الضمور العضلى ) - الأوتار - المفاصل .
- يقوم الطبيب بتقييم درجة حرارة اليد .

## الموجودات الغير طبيعية

### التشوهات
قد تكون تشوهات اليدين مشخصة لبعض الأمراض؛ فعلى سبيل المثال يشير عطف اليدين والذراع إلى الشلل النصفي أو خزل العصب الكعبري، ويشير الانحراف الزندي على مستوى المفاصل السنعية السلامية إلى التهاب المفاصل الرثيانى المزمن. وفي تفقع دوبيتران نشاهد تسمك في اللفافة الراحية يؤدى إلى تشوه الأصابع بوضعية العطف الثابت ويصيب عادة البنصر والخنصر. تعتبر الأصابع الطويلة والنحيلة نموذج مثالي لمتلازمة مارفان؛ وتدعى بالأصابع العنكبوتية (arachnodactyly). وتشكل الرضوض أشيع أسباب تشوهات اليد.

### اللون
يبحث الطبيب عن الزرقة، في لون الأظافر و عن تصبغ الأصابع بسبب التبغ . و يفحص الثنيات الجلدية بحثا عن التصبغات ؛ و لكن يجب على الطبيب معرفة أن التصبغات تكون موجودة بشكل طبيعي في الأعراق غير القوقازية .

### الحرارة
تشكل درجة حرارة يد المريض في المناخ المعتدل مؤشرا جيدا للتروية الطرفية . قد تكون اليد مزرقة في داء الانسداد الرئوي المزمن بسبب نقص إشباع الأكسجين في الدم الشرياني ولكن دافئة بسبب ارتفاع مستويات ثاني أكسيد الكربون . و في قصور القلب تكون اليد عادة باردة ومزرقة بسبب التضيق الأوعية الدموية استجابة لنقص النتاج القلبي . إذا كانت اليدان دافئتين فربما يكون قصور القلب ناجما عن حالة فرط النتاج، مثل فرط نشاط الغدة الدرقية .

### الجلد
يكون ظهر اليد ناعما وخاليا من الشعر لدى الأطفال . و لدى البالغين الذين يعانون من قصور الغدد التناسلية . قد تؤدي المهن اليدوية إلى تشكل غليظ في الجلد في أماكن معينة بسبب الضغط على هذه الأماكن . كما يؤدي نقص الاستخدام إلى الجلد الناعم والطري، كما يشاهد في أخمص القدمين لدى المرضى الملزمين بالفراش .
ينظر الطبيب إلى السطوح العاطفة للرسغ و الساعد . يجب ملاحظة أي علامات ناجمة عن الحقن الوريدي لدى مدمني المخدرات الوريدية وأي جروح خطية متعددة ( عادة معترضة ) أو ندبات ناجمة عن إيذاء الذات بشكل متعمد .
بعض المرضى الذين يؤذون أنفسهم بهذه الطريقة تكون لديهم سوابق إساءة معاملة جسدية أو جنسية .

### الأظافر

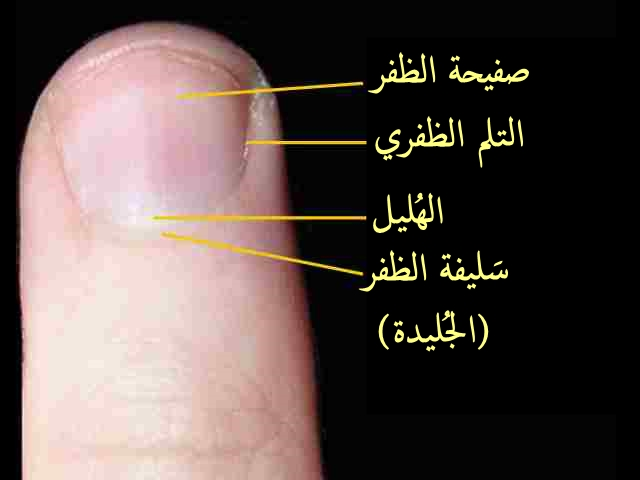
الظفر

في حالات عوز الحديد المزمن تصبح الأظافر هشة، ومسطحة، وفي النهاية تتخذ شكل الملعقة ؛ و يدعى ذلك بتقعر الأظفار Koilonychia .
الأظافر البيضاء (وبش) Leukonychia هي علامة نقص الألبيومين في الدم .

#### أسباب نقص ألبومين الدم وابيضاض الأظافر

##### نقص تركيب الألبومين
- أمراض الكبد المزمنة .

##### ضياع البروتين في البول
- المتلازمة الكلوية .

##### اعتلال الأمعاء المضيع للبروتين
- داء كرون .
- لمفوما الأمعاء .
- التهاب القولون التقرحي .
- فرط النمو الجرثومي .
- الأذية الشعاعية .
- الداء الزلاقي .

##### سوء التغذية البروتينية
- الكواشركور .

أما خطوط بو Beau's lines الناجمة عن التوقف العابر في نمو الأظافر فهي عبارة عن أثلام بيضاء معترضة تظهر على جميع الأظافر بعد فترة قصيرة من مرض شديد وتتحرك لتصل إلى الحافة الحرة للظفر مع نموه . و رغم أن وجود واحد أو اثنين من النزوف الخطية Splinter hemorrhage يعتبر شائعا تحت أظافر العمال اليدويين، إلا أن وجود عدة آفات يرفع من احتمال وجود التهاب الشغاف الخمجي . كما يشكل انفصال النهاية البعيدة للظفر فيما يعرف بانفكاك الظفر onycholysis  أحد المظاهر الشائعة في مرض الصدفية. و يشاهد توسع الشعيرات الدموية في الثنية الظفرية القريبة في حالات التهاب الأوعية في الذئبة الحمامية الجهازية .

### تبقرط الأصابع

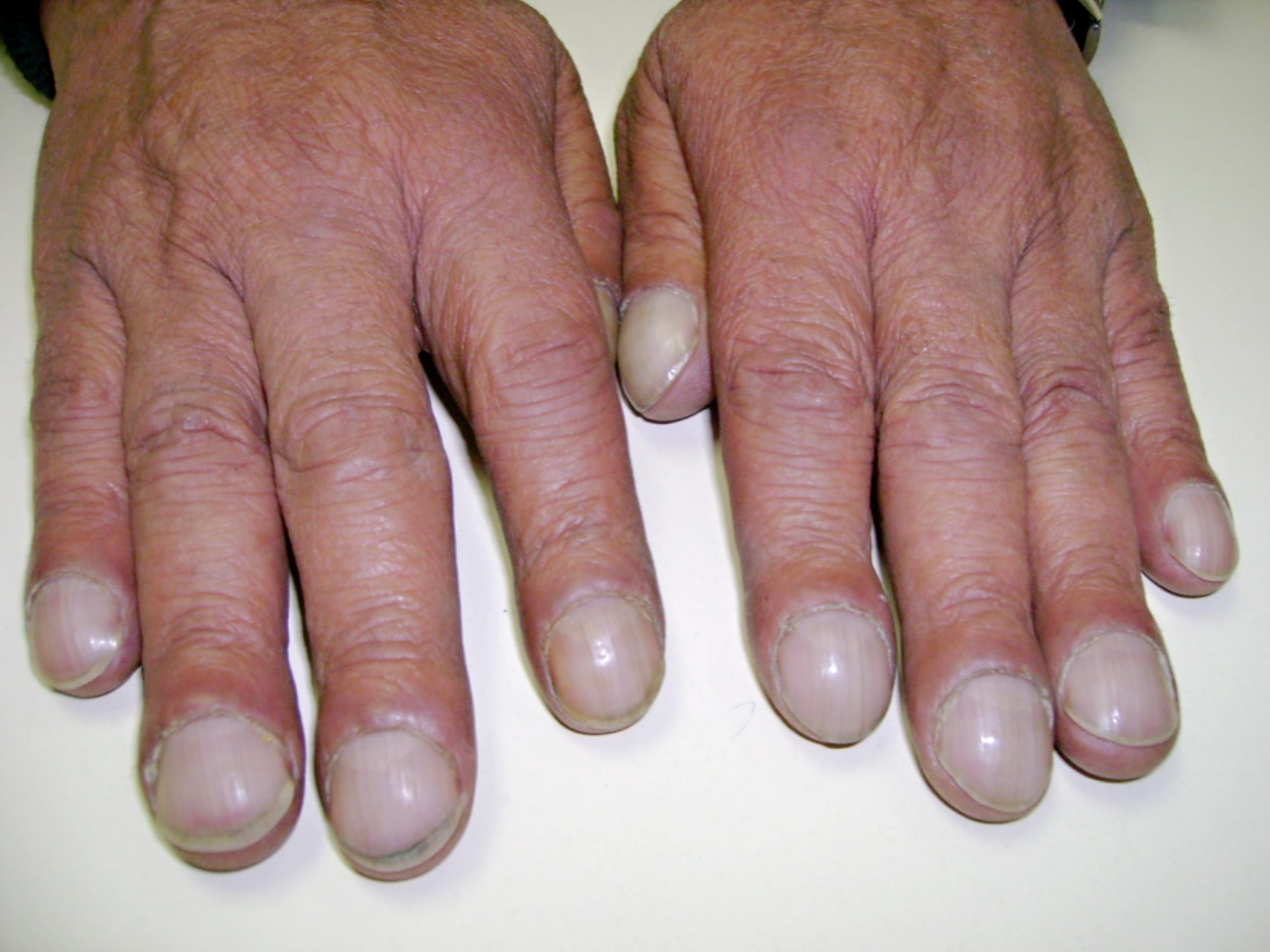
تعجر الاصابع

يشكل تبقرط الأصابع ( تعجر الأصابع - تعجر الأصابع ) أحد العلامات الهامة التي يمكن أن تشير إلى وجود مرض خبيث داخل الصدر ، مثل سرطان الرئة ، أو إلى حالة مرضية مزمنة مثل التوسع القصبي . و قد يترافق فرط الدرقية المناعي الذاتي ( graves disease )مع نوع خاص من تبقرط الأصابع يدعى بالتبقرط الدرقى ( thyroid acropachy ) ، حيث تكون الإصابة أكثر بروزا في الأصابع على الجهة الكعبرية لليد .

### المفاصل
تصاب المفاصل الصغيرة في اليد كثيرا في حالات التهاب المفاصل . و تشمل الحالات الشائعة التهاب المفاصل الرثيانى ( المفاصل السنعية السلامية وبين السلاميات القريبة ) ، و التهاب العظم و المفصل واعتلال المفاصل الصدفي ( المفاصل بين السلامية البعيدة ) .

#### العضلات
يعد ضمور العضلات الصغيرة في اليدين شائع الحدوث في التهاب المفاصل الرثيانى، حيث يؤدى إلى تشكل الإيزاب الظهرى ( dorsal guttering ) في اليدين . و هي عبارة عن انخفاضات ناجمة عن الضمور العضلي . و في متلازمة نفق الرسغ يؤدى انضغاط العصب الناصف عصب متوسط إلى ضمور العضلات في رانفة اليد . كما يؤدى التهاب الفقار القسطي الرقبي مع احتجاز الجذور العصبية إلى ضمور العضلات الصغيرة .

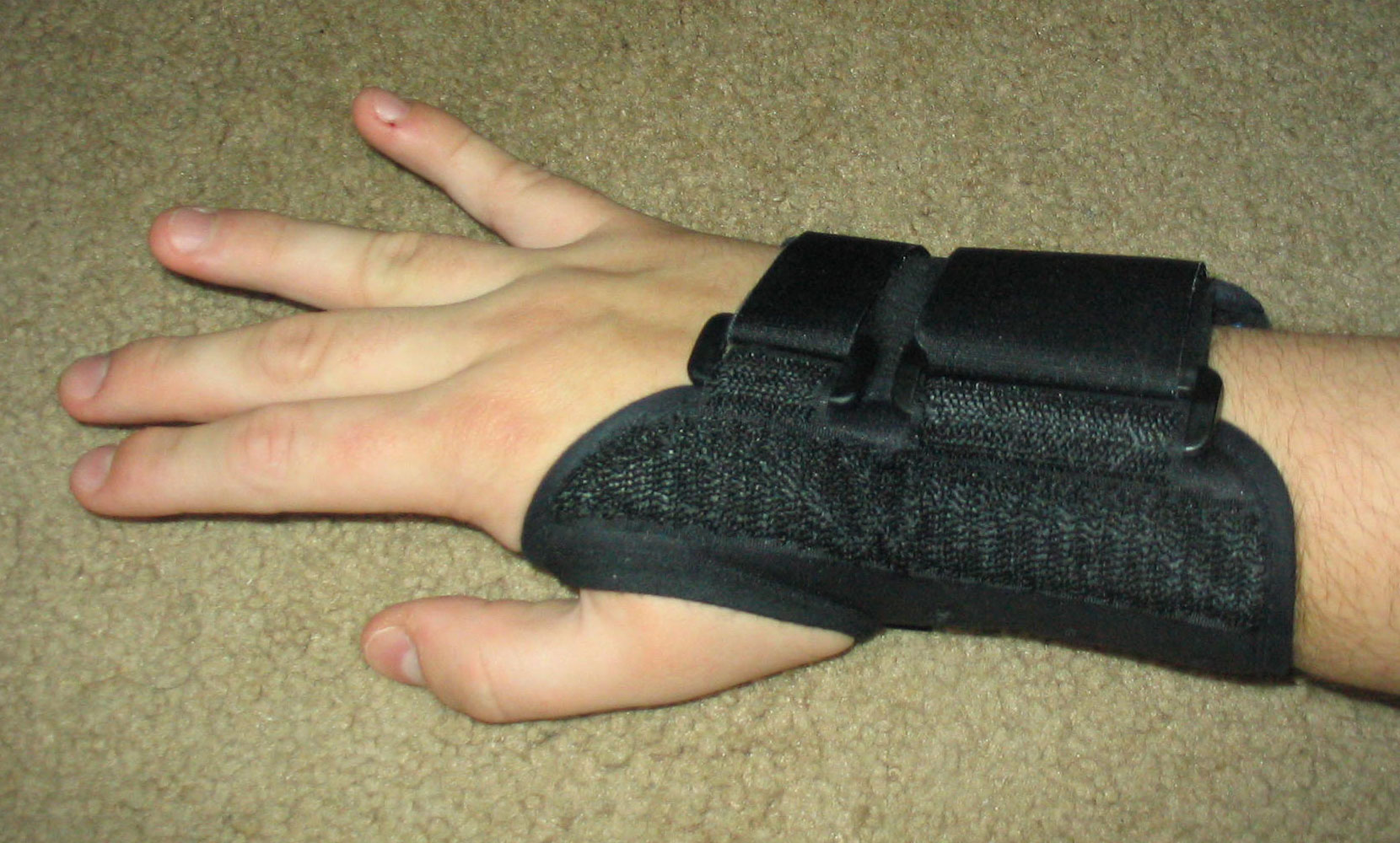
السناد المستخدم لعلاج متلازمة النفق الرسغي.

## روابط خارجية
- Muscular+atrophy في المكتبة الوطنية الأمريكية للطب نظام فهرسة المواضيع الطبية (MeSH).

- التهاب المفاصل على مشروع الدليل المفتوح
- American College of Rheumatology – US professional society of rheumatologists
- Arthritis Foundation – US national not-for-profit organization for arthritis
- Arthritis Research UK (UK medical research charity)